# 魏泰
魏泰（?—?），字道輔，號漢上丈人，晚號臨漢隱居，襄陽鄧城（今湖北省襄樊市）人，北宋词人，約活動於宋神宗、哲宗、徽宗時期。

## 生平
從小逞凶，好與人爭鬥，曾於試院毆打主考官，而終身不得錄取。後與王安石、王安國、黃庭堅、黃大臨等交往，博極群書，懷才豪縱。其性善辯，與人談笑，莫有能擋其詞鋒者。徽宗崇觀年間，章惇賞其才，薦其官，不赴。晚年隱居，自號臨漢隱居，仗姊夫曾布(曾鞏之異母弟)之勢，橫行於鄉里，邑人皆惡之。其政治傾向傾於曾布，支持變法，對王安石肯定居多，而對呂惠卿則痛加貶斥。

## 著作
著有《東軒筆錄》十一卷、《臨漢隱居集》二十卷、《臨漢隱居詩話》一卷、《東軒筆錄》十五卷、《襄陽形勝賦》、《續錄》一卷，是一本記載宋太祖至神宗六朝舊事的筆記，今存者唯筆錄、詩話及詩四首。

## 家族
出生世族。姐魏玩，北宋詞人。